# Watsonian-Squire

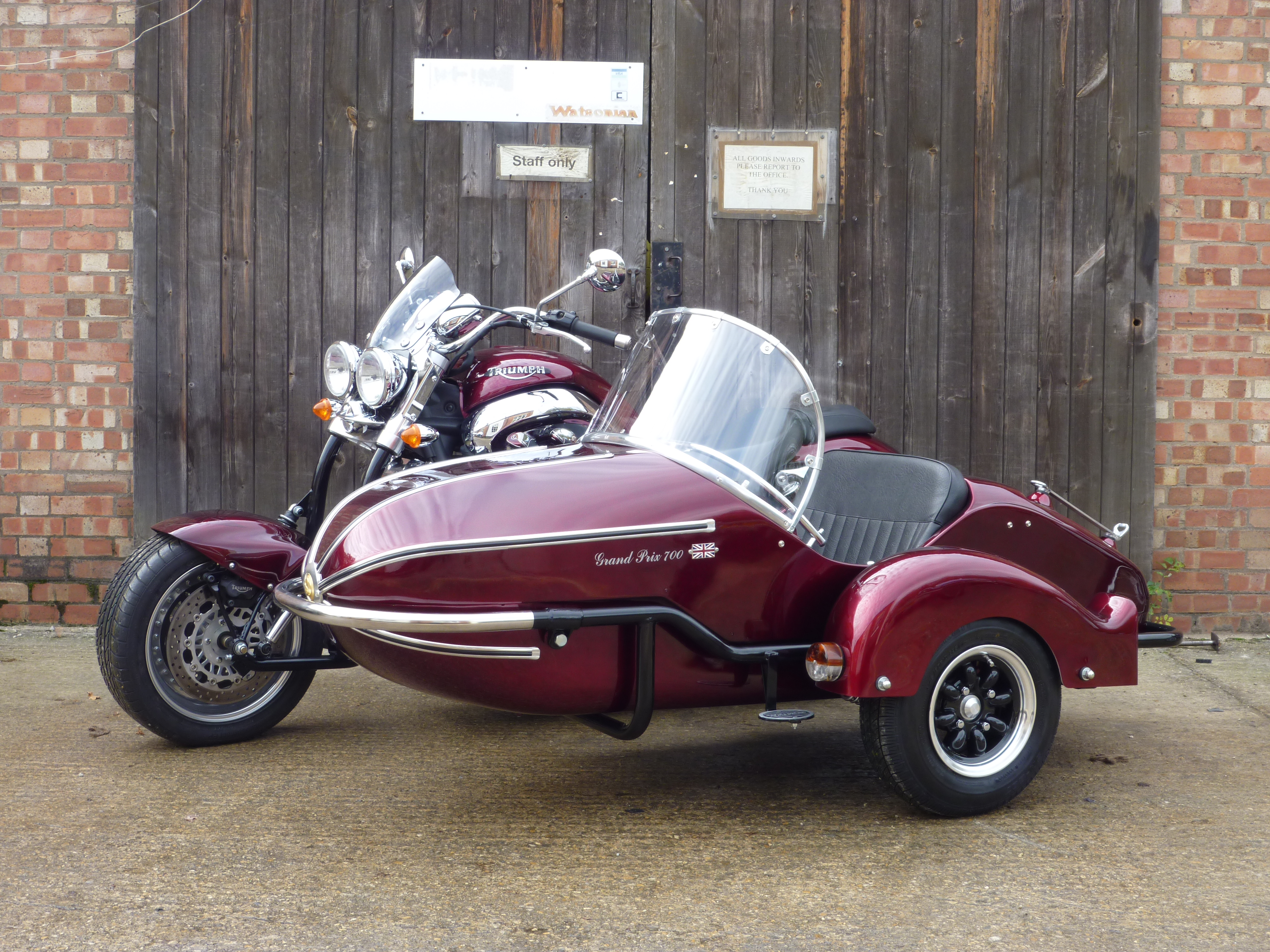
Watsonian (GP 700) mit Triumph Rocket III

Watsonian-Squire ist ein englischer Fahrzeughersteller aus Moreton-in-Marsh, der sich auf Motorradgespanne und Motorradanhänger spezialisiert hat. Watsonian ist der älteste noch existierende Beiwagenhersteller der Welt.
Das Unternehmen wurde 1912 von Thomas Frederick Watson in Birmingham gegründet, der damals den einklappbaren Seitenwagen erfand. Firmiert wurde unter „The Watsonian Folding Sidecar Co“. 1946 erschien der Beiwagen Meteor der bis heute gebaut wird. Eric Oliver wurde 1949 erster Gespannweltmeister auf Norton mit einem Watsonian-Beiwagen. In den 1950er Jahren war Watsonian der größte Beiwagenhersteller der Welt, nach Firmenangaben befanden sich 1955 über 80.000 Watsonian-Gespanne auf englischen Straßen. 1954 stellte Watsonian den großen Beiwagen Monaco vor, der teilweise mit glasfaserverstärktem Kunststoff hergestellt wurde. Watsonian-Beiwagen sind leicht am Rahmen mit umlaufenden Rohren zu erkennen. 1989 fusionierte Watsonian mit dem seit 1972 bestehenden anderen englischen Beiwagenhersteller Squire zu „Watsionan-Squire Ltd.“ Die Modellpalette wird heute in Beiwagen der Marke Watsonian sowie Squire unterschieden.

## Sonstiges
Im Film Harry Potter und die Heiligtümer des Todes flieht der Protagonist im Beiwagen des Herstellers Watsonian.